# Paul Hirsch (editor)
Paul Hirsch (Nova Iorque, 14 de novembro de 1945) é um editor estadunidense. Venceu o Oscar de melhor montagem na edição de 1978 por Star Wars, ao lado de Marcia Lucas e Richard Chew.